# Partit Laborista Independent
El Partit Laborista Independent (ILP) va ser un partit polític britànic d'esquerra, creat el 1893, quan els liberals semblaven reticents a aprovar candidats de classe obrera, que representassin els interessos de la majoria. Un parlamentari independent i alhora destacat organitzador sindical, Keir Hardie, es va convertir en el seu primer president.
El partit es va situar a l'esquerra del Comitè de Representació Laborista de Ramsay MacDonald, que va ser fundat el 1900 i aviat rebatejat com a Partit Laborista, i al qual es va afiliar l'ILP entre 1906 i 1932. El 1947, els tres representants parlamentaris de l'organització van abandonar el Partit Laborista. Partit, i l'organització es va reincorporar al Partit Laborista com a Publicacions Laborals Independents el 1975.

## Història

### Antecedents
A mesura que el segle xix es va acabar, la representació de la classe treballadora a l'esfera política es va convertir en una gran preocupació per a molts britànics. Molts que van sol·licitar l'elecció de treballadors i dels seus defensors al Parlament del Regne Unit van veure el Partit Liberal com el principal vehicle per assolir aquest objectiu. Ja el 1869, s'havia establert una Lliga de Representació del Treball per registrar i mobilitzar els votants de la classe obrera en nom de candidats liberals afavorits.
Molts sindicats es van preocupar de guanyar representació parlamentària per avançar en els seus objectius legislatius. A partir de la dècada de 1870, el Partit Liberal va acceptar i recolzar una sèrie de candidats de la classe treballadora amb el suport financer de sindicats. La federació de sindicats britànics, el Trades Union Congress (TUC), va formar el seu propi comitè electoral el 1886 per avançar encara més en els seus objectius electorals.
Molts intel·lectuals socialistes, especialment aquells influïts pel socialisme cristià i nocions similars de la necessitat ètica d'una reestructuració de la societat, també van considerar els liberals com el mitjà més obvi per obtenir la representació de la classe treballadora. Al cap de dos anys de la seva fundació el 1884, la gradualista Fabian Society es va comprometre oficialment a una política de permeació del partit liberal.
Diversos candidats anomenats "Lib-Lab" van ser elegits diputats al Parlament per aquesta aliança de sindicats i intel·lectuals radicals que treballaven al partit liberal.
No obstant això, no es va acceptar universalment la idea de treballar amb el partit liberal. representant de la classe mitjana, per aconseguir una representació obrera al parlament. Els socialistes marxistes, que creien en la inevitabilitat de la lluita de classes entre la classe treballadora i la classe capitalista, van rebutjar la idea que els obrers fessin causa comuna amb els liberals petit burgesos a canvi de trossos de caritat de la taula legislativa. Els marxistes britànics ortodoxos van establir el seu propi partit, la Federació Socialdemòcrata (SDF) el 1881.
Altres intel·lectuals socialistes, malgrat no compartir el concepte de lluita de classes, estaven, tanmateix, frustrats amb la ideologia i les institucions del Partit liberal i la prioritat secundària que semblava donar als seus candidats de classe treballadora. D'aquestes idees i activitats en va sorgir una nova generació d'activistes, incloent-hi Keir Hardie, un escocès que s'havia convençut de la necessitat de polítiques laborals independents mentre treballava com a liberal i organitzador sindical de Gladstonian Liberal al camp de carbó de Lanarkshire. Treballar amb membres de SDF com Henry Hyde Champion i Tom Mann va ser fonamental en la fundació del Partit Laborista Escocès el 1888.
El 1890, els Estats Units van imposar una tarifa sobre roba estrangera que va provocar una reducció general dels salaris en tota la indústria tèxtil britànica. Després de la vaga a Bradford, la vaga de Manningham Mills, que va produir com a efecte la Unió Laboral de Bradford, una organització que buscava funcionar políticament independentment dels dos partits polítics més importants. Aquesta iniciativa va ser replicada per altres persones a Colne Valley, Halifax, Huddersfield i Salford. Aquests esdeveniments van mostrar que el suport de la classe treballadora a la separació del Partit Liberal anava creixent.
Es van trobar arguments addicionals per a la formació d'un nou partit al diari The Clarion de Robert Blatchford, fundat el 1891 i en Workman's Times, editat per Joseph Burgess. Aquest últim va recollir uns 3.500 noms d'ells a favor de la creació d'un partit laborista independent de les organitzacions polítiques existents.
A les eleccions generals de 1892, celebrades al juliol, tres treballadors van ser elegits sense el suport dels liberals, Keir Hardie al sud-oest de Ham, John Burns a Battersea i Havelock Wilson a Middlesbrough, el darrer dels quals s'enfrontava a l'oposició liberal. Hardie no es devia al partit liberal per a ser elegit, i el seu estil crític i de confrontació al Parlament el va fer emergir com a veu nacional del moviment obrer.

### Conferència fundacional
En una reunió del TUC del setembre de 1892, es va emetre una convocatòria per a una reunió de defensors d'una organització laborista independent. Es va establir un comitè i es va convocar una conferència per al gener següent. Aquesta conferència va ser presidida per William Henry Drew i es va celebrar a Bradford entre el 14 i el 16 de gener de 1893. Va resultar ser la conferència fundacional del Partit Laborista Independent i el parlamentari Keir Hardie va ser elegit el seu primer president.
Van assistir prop de 130 delegats a la conferència, que incloïen a Hardie, com a consellers Ben Tillett, l'autor George Bernard Shaw, i Edward Aveling, gendre de Karl Marx. Hi havia representades unes 91 seccios locals del Partit Laborista Independent, a les quals es van sumar 11 societats fabianes locals, quatre sucursals de la Federació socialdemòcrata i representants individuals d'altres grups socialistes i laborals.
Es va fer una proposta de banda d'un delegat escocès, George Carson, de nomenar a la nova organització "Partit Laborista Socialista", però va ser derrotada davant la que reafirmava el nom de "Partit Laborista Independent", mogut per la lògica que hi havia un gran nombre de treballadors que encara no estaven preparats per acceptar formalment la doctrina del socialisme que, no obstant això, estarien disposats a unir-se i treballar per a una organització "establerta amb l'objectiu d'obtenir la representació independent del treball".
Malgrat l'aparent timidesa en el nom de l'organització, la conferència inaugural va acceptar de manera aclaparadora que l'objectiu del partit seria "assegurar la propietat col·lectiva i comunitària dels mitjans de producció, distribució i intercanvi". El programa del partit va demanar una sèrie de reformes socials progressives, incloent l'educació "no sectària" gratuïta "fins a les universitats", la prestació de tractaments mèdics i programes d'alimentació escolar per a nens, la reforma de l'habitatge, l'establiment de mesures públiques per reduir l'atur i proporcionar ajuda als aturats, una llei de salaris mínims, programes de benestar per a orfes, vídues, ancians, discapacitats i malalts, abolició del treball infantil, abolició de les hores extres i una jornada laboral de vuit hores.
El discurs principal de la conferència el va fer Keir Hardie, que va observar que el partit laborista "no era una organització, sinó " l'expressió d'un gran principi "ja que" no tenia ni programa ni constitució ". Hardie va posar èmfasi en la demanda fonamental de la nova organització com a assoliment de la llibertat econòmica i va demanar una estructura de partit que donés autonomia completa a cada localitat i només tractés de vincular aquests grups a principis tan centrals i generals que fossin indispensables per al progrés del moviment".
La conferència va establir l'estructura organitzativa bàsica del nou partit. Les conferències anuals, formades per delegats de cada unitat local de l'organització, van ser declarades "autoritat suprema i governant del partit". S'hauria d'elegir un secretari que actués sota el control directe d'un organisme central conegut com a Comitè Administratiu Nacional (NAC). El NAC estava format per delegats designats per la regió que, en teoria, estaven limitats a actuar d'acord amb les instruccions que els donaven les conferències d'agrupacions locals.

### Els primers anys
El nou partit es va fundar en un moment de gran esperança i expectativa. No obstant això, els primers anys van ser difícils. La direcció del partit, el seu lideratge i organització van ser molt disputades i el progrés electoral previst no va arribar.
El partit no va tenir bons resultats a les eleccions generals de 1895. Amb el NAC liderant l'organització del partit, i amb pocs recursos, només es van presentar 28 candidats. Una conferència especial va decidir que es podia donar suport tant a candidats de l'ILP com a candidats del SDF, que van permetre la participació de quatre candidats més. Però cap va ser triat, fins i tot amb el líder popular Keir Hardie, derrotat en lluita amb els conservadors.
Des del seu inici, l'ILP mai va ser una unitat homogènia, sinó que va intentar actuar integrar diferents corrents, intentant que els sindicats donassis suport a un partit de classe. Per això acolliren tendències i tradicions molt diverses (el moviment per la temprança, el nacionalisme escocès, el metodisme, el marxisme, el gradualisme fabià, i fins i tot una varietat del conservadorisme burkeà).
En un partit d'opinions fluides i diverses, la naturalesa de l'organització i el seu programa estaven en debat. Les decisions sobre l'organització del partit es basaven en un concepte de democràcia estricta. Però el NAC va tenir un poder considerable sobre les activitats del partit, incloent el control d'assumptes crucials com les decisions electorals i les relacions amb altres partits. La derrota electoral de 1895 va accelerar l'establiment de pràctiques centralitzadores d'aquest tipus.
En els darrers anys del segle xix van sorgir quatre figures al NAC que es van mantenir al centre del partit i van donar forma a la seva direcció durant 20 anys. A més del líder del partit, Keir Hardie, va sorgir l'escocès Bruce Glasier, elegit al NAC el 1897, succeint a Hardie com a president el 1900; Philip Snowden, un socialista evangèlic de West Riding, i Ramsay MacDonald, amb una adhesió a l'ILP sorgida de la seva desil·lusió amb el Partit Liberal pel rebuig d'un candidat sindicalista a l'elecció parcial de Sheffield Attercliffe (1894). Si bé hi va haver tensions personals entre els quatre, van compartir la visió fonamental que el partit havia de buscar una aliança amb els sindicats més que no una unitat socialista amb la federació socialdemòcrata.
La relació amb els sindicats també va ser problemàtica. A la dècada de 1890, l'ILP mancava d'aliances amb les organitzacions sindicals. Es podria convèncer els sindicalistes individuals de base per unir-se al partit a partir d'un compromís polític marcat per les seves experiències laborals, però faltava la connexió amb els principals dirigents.
L'ILP va tenir un paper central en la formació del Comitè de Representació Laboral el 1900, i quan es va formar el Partit Laborista el 1906, l'ILP immediatament s'hi va afiliar. Aquesta afiliació va permetre a l'ILP seguir mantenint les seves pròpies conferències i elaborar les seves pròpies polítiques, que s'esperava que els membres de la ILP defensessin dins del Partit Laborista. A canvi, l'ILP va proporcionar una bona part de la base activista del laborisme durant els seus primers anys.

### Consolidació
L'aparició i el creixement del Partit Laborista, una federació dels sindicats amb els intel·lectuals socialistes de l'ILP, va ajudar a desenvolupar i a fer créixer les parts constituents. En contrast amb el marxisme doctrinari de la Federació Socialdemòcrata (SDF) i les seves branques encara més ortodoxes com el Partit Socialista del Treball i el Partit Socialista de Gran Bretanya, l'ILP tenia un aire lliure i inspirador que feia relativament més fàcil atreure cap a ell nous simpatitzants. Victor Grayson va recordar una campanya de 1906 a la vall de Colne que estava orgullós d'haver realitzat "com un renaixement religiós", sense fer referència a problemes polítics específics.
Tot i que aquesta presentació inspiradora del socialisme com a necessitat de la humanitat va fer que el partit fos accessible com una mena de religió laica o com un mitjà per a la implementació pràctica dels principis cristians en la vida quotidiana, va comportar la gran debilitat de no ser gaire analítica i, per tant, relativament superficial. Com va assenyalar l'historiador John Callaghan, en mans de Hardie, Glasier, Snowden i MacDonald el socialisme va ser poc més que "una vaga protesta contra la injustícia". No obstant això, el 1909 l'ILP va establir les bases per a la producció de material de difusió i agitació política amb l'establiment de la National Labour Press.

Tot i això, la relació entre l'ILP i el Partit Laborista es va caracteritzar pel conflicte. Molts membres de l'ILP van considerar el Partit Laborista com a massa tímid i moderat en els seus intents de reforma social, deslligats de l'objectiu socialista dels seus primers anys. En conseqüència, el 1912 va sorgir una escissió en la qual moltes seccions de l'ILP i algunes figures destacades com Leonard Hall i Russell Smart, van optar per fusionar-se amb la SDF de H. M. Hyndman i fundar el Partit Socialista Britànic.
Fins al 1918, les persones només podien unir-se al Partit Laborista a través d'un òrgan afiliat, els més significatius dels quals eren la Societat Fabiana i l'ILP. Com a resultat d'això, sobretot a partir del 1914, molts d'individus, sobretot els que eren actius al Partit Liberal, es van unir a l'ILP, per tal de participar activament en el Partit Laborista. Després de 1918, la presència de MacDonald i altres figures del Partit Laborista en el lideratge de l'ILP va significar que molts adscrits al Partit Laborista continuaven sumant-s'hi a través de l'ILP, un procés que va continuar fins al voltant de 1925.

### L'ILP i la Gran Guerra
L'11 d'abril de 1914 el partit, que tenia una 30.000 membres, va celebrar el seu 21 aniversari amb un congrés a Bradford. Tant els seus afiliats com els seus dirigents van ser pacifistes, tant ara com sempre, després d'haver mantingut des de l'inici que la guerra era "pecaminosa".
L'esclat de la guerra, l'agost del 1914, va sacsejar totes les organitzacions d'esquerres de la Gran Bretanya. Com va dir un observador més endavant: "Hyndman i Cunningham Graham, Thorne i Clynes havien buscat la pau mentre n'hi havia, però ara que havia arribat la guerra, doncs bé, els socialistes i els sindicalistes, tant com altres persones, l'havien de dur a terme". Pel que fa al Partit Laborista, la majoria dels membres de l'executiu de l'organització, així com la majoria dels 40 diputats laboristes al Parlament, van prestar el seu suport a la campanya de reclutament per a la Gran Guerra. Només es va mantenir al marge una secció, el Partit Laborista Independent.
La insistència de l'ILP a mantenir les seves objeccions al militarisme i la guerra des de premises ètiques va resultar costosa, tant pel que fa a la comprensió de la seva posició als ulls del públic en general com respecte a la seva capacitat de controlar els polítics que concorrien sota la seva bandera. Un corrent dels seus antics diputats del Parlament va deixar el partit per la negativa de l'ILP a donar suport a l'esforç de guerra britànic. Entre aquests hi havia George Nicoll Barnes, J. R. Clynes, James Parker, George Wardle i G. H. Roberts.
Altres es van mantenir fidels al partit i als seus principis. Ramsay MacDonald, un pacifista compromès, va renunciar immediatament a la presidència del Partit Laborista a la Cambra dels Comuns. Keir Hardie, Philip Snowden, W. C. Anderson, i un petit grup de pacifistes radicals amb idees similars, van mantenir una oposició impassible davant el govern i els seus aliats laboristes pro-guerra. La Conferència sobre la Revolució Russa de 1917 a Leeds va demanar "la completa independència d'Irlanda, Índia i Egipte".
Durant la guerra, les crítiques al militarisme de l'ILP van quedar en certa manera distorsionades per la condemna pública i els episodis periòdics de violència física, que van incloure l'escena violenta del 6 de juliol de 1918, en què un agitat grup de soldats llicenciats es va llançar contra una reunió de l'ILP a la que hi assistia Ramsay MacDonald a la secció londinenca d'Abbey Wood. Els delegats situats a la porta de la reunió de l'ILP van ser dominats pels assaltants, que en el que es va descriure com una "avalot escandalós" van trencar cadires i van ocupar l'auditori dispersant els socialistes en la nit.

### La Tercera Internacional
Després de la Primera Guerra Mundial, el novembre de 1918, es va reactivar la Segona Internacional i es va plantejar si l'ILP s'havia d'afiliar a aquesta renovada Segona Internacional o a alguna altra agrupació internacional. La majoria dels membres de l'ILP van veure l'antiga Segona Internacional com liquidada degut al seu suport al bany de sang de 1914 i l'ILP se'n va separar formalment la primavera de 1920. El gener de 1919, Moscou va fer una crida a la formació de la Tercera Internacional, una proposta que va atraure una part dels membres més radicals de l'ILP, incloent l'economista Emile Burns, la periodista R. Palme Dutt i el futur diputat Shapurji Saklatvala, juntament amb Charles Barber, Ernest H. Brown., Helen Crawfurd, CH Norman i J. Wilson.
El lideratge conservador de l'ILP, sobretot Ramsay MacDonald i Philip Snowden, es van oposar fermament a l'afiliació a la nova Comintern. En oposició a ells, l'ala radical de l'ILP s'organitzà com una facció en un esforç per dur l'ILP a la Internacional Comunista. La facció va començar a editar The International, un full de quatre pàgines publicat a Glasgow, i va enviar salutacions a la conferència que va crear el Partit Comunista de la Gran Bretanya, encara que no hi va assistir.

### Els governs del Partit Laborista (1922-1931)
A les eleccions generals de 1922 diversos membres de l'ILP van ser elegits diputats (inclòs el futur líder del partit, James Maxton) i el partit va créixer en alçada. L'ILP va aportar molts dels nous diputats laboristes, inclosos John Wheatley, Emanuel Shinwell, Tom Johnston i David Kirkwood. No obstant això, el primer govern laborista (retornat a l'executiu el 1924) va resultar ser extremadament decebedor per l'ILP. La resposta va ser traçar el seu propi programa de govern, però la direcció del Partit Laborista el va rebutjar.
Durant el període del segon govern laborista (1929 -1931), 37 diputats laboristes van ser patrocinats per l'ILP, formant l'oposició d'esquerres a la direcció laborista. La conferència de l'ILP de 1930 va decidir que quan les seves polítiques divergissin de les del Partit Laborista els seus diputats havien de trencar la disciplina de grup i donar suport a la política de l'ILP.

#### Conferències polítiques de 1928
La resposta de l'ILP al primer govern laborista va ser elaborar el seu propi programa de govern. Al llarg de 1928, l' ILP va desenvolupar la plataforma "Socialisme en el nostre temps", formulada en gran part per H. N. Brailsford, John A. Hobson i Frank Wise. El programa consistia en vuit polítiques:
```
 El salari mínim, aplicat incompletament
```

```
 Un augment substancial de la prestació per desocupació
```

```
 La nacionalització de la banca, no aplicada completament
```

```
 La compra massiva de matèries primeres
```

```
 La compra a granel de productes alimentaris
```

```
 La nacionalització de l'energia
```

```
 La nacionalització del transport
```

```
 La nacionalització de la terra
```

D'aquest vuit polítiques, el salari mínim, la indemnització per desocupació, la nacionalització de la banca i la compra massiva de matèries primeres i productes alimentaris eren les principals preocupacions del partit. L'augment de la indemnització per desocupació i el canvi a la compra a granel s'havia de fer de manera convencional, però el mètode de pagament del salari mínim era diferent de les pràctiques laboristes. L'ILP va criticar el mètode "continental" de pagar els salaris de banda les agrupacions empresarials, que havia estat implementat el 1924 per Rhys Davies. L'ILP va proposar redistribuir l'ingrés nacional, cobrint el cost de les prestacions augmentant la pressió fiscals a les persones amb ingressos elevats.
La nacionalització de la banca implicava canvis més significatius en la política econòmica i no tenia res a veure amb les pràctiques laboristes. L'ILP va proposar que una vegada que el govern laborista prengués el poder, havia d'investigar el sistema bancari que preparàs un esquema detallat per transferir el Banc d'Anglaterra al control públic, revisar el funcionament les operacions bancàries i garantir que "el control del crèdit sigui exercit en l'interès nacional i no en l'interès de poderosos grups financers" fent que els creditors canviassin per complet els controls i, possiblement, es deslliurassin de les reserves d'or, posant fi a la política de deflació practicada pel Tresor i el Banc d'Anglaterra. [26]
Els dirigents laboristes no van donar suport al programa. En particular, MacDonald es va oposar a la consigna "Socialisme en el nostre temps", ja que considerava el socialisme com un procés gradual.

#### Conferència escocesa de l'ILP de 1931
S'anava fent palès que l'ILP divergia de cada cop més del Partit Laborista i a la Conferència Escocesa de l'ILP de 1931 es va debatre si el partit encara continuava unit al laborisme. Es va decidir mantenir la vinculació, però només després que el mateix Maxton intervingués en el debat.

### De la desafiliació a la Segona Guerra Mundial
A les eleccions generals de 1931, els candidats de l'ILP es van negar a acceptar les ordres del Partit Laborista i es presentaren a les eleccions sense el seu suport. Cinc membres de l'ILP foren elegits i van crear un grup de l'ILP fora del Partit Laborista. El 1932, una conferència especial de l'ILP va votar per desafiliar-se del laborisme. El mateix any, l' ILP va cofundar l'Oficina de Londres de partits socialistes d'esquerra, posteriorment anomenada Centre Internacional Marxista Revolucionari o "Internacional Tres-i-mitja", administrada per l'ILP i presidida pel seu líder, Fenner Brockway, durant la major part de la seva existència. El 1939 el secretari fou Julián Gorkin, del POUM.

### La Segona Guerra Mundial i els anys següents
Com havia fet el 1914, l'ILP es va oposar a la Segona Guerra Mundial per motius ètics i va girar a l'esquerra. Un dels aspectes de les seves polítiques d'esquerres en aquest període era que s'oposà a la treva en període de guerra entre els grans partits i disputà activament les eleccions parlamentàries. En un d'aquests comicis, les eleccions parcials de Cardiff East el 1942, Fenner Brockway, el candidat de l'ILP, es va trobar oposat a un candidat conservador pel qual el Partit Comunista local va fer una campanya activa.
L'ILP encara tenia una fortalesa important al final de la guerra, però va entrar en crisi poc després. A les eleccions generals de 1945 va conservar tres diputats, tots a Glasgow, tot i que només un d'ells tenia un opositor laborista. La seva conferència va rebutjar les cridades per tornar al Partit Laborista. Un cop important es va produir el 1946 quan va morir el portaveu públic més conegut del partit, James Maxton, parlamentari. L'ILP va ocupar estretament el seu seient a les eleccions subeleccions de Glasgow Bridgeton de 1946 (contra un opositor laborista). Tanmateix, tots els seus diputats van marxar cap al laborisme en diverses etapes el 1947, i el partit va ser derrotat rotundament a les eleccions puntuals de 1948 a Glasgow Camlachie, en un escó que havia guanyat fàcilment només tres anys abans. El partit mai més va poder guanyar un espai important en les eleccions parlamentàries.
Malgrat aquests cops, l'ILP va continuar. Al llarg dels anys cinquanta i a principis dels anys seixanta va ser pioner en l'oposició a les armes nuclears i va intentar donar a conèixer idees com el control obrer. També va mantenir lligams amb les restes dels seus grups germans, com el POUM, que es trobaven a l'exili, a més de fer campanyes per la descolonització.
Als anys setanta, l'ILP va canviar els seus punts de vista sobre el Partit Laborista, i el 1975 es va tornar a anomenar Publication Labor Independent i es va convertir en un grup de pressió dins del laborisme.

## Llista de presidents del partit
| - 1894–1900: Keir Hardie - 1900–03: J. Bruce Glasier - 1903–06: Philip Snowden - 1906–09: J. Ramsay MacDonald - 1909–10: F. W. Jowett - 1910–13: W. C. Anderson - 1913–14: J. Keir Hardie - 1914–17: F. W. Jowett - 1917–20: Philip Snowden | - 1920–23: Richard C. Wallhead - 1923–26: Clifford Allen - 1926-31: James Maxton - 1931–34: Fenner Brockway - 1934–39: James Maxton - 1939–41: C. A. Smith - 1941–43: John McGovern - 1943–48: Bob Edwards | - 1948–51: David Gibson - 1951–53: Fred Barton - 1953–57: Annie Maxton - 1957–60: Jim Graham - 1960–61: Annie Maxton - 1961–62: Fred Morel - 1962–74: Emrys Thomas - 1974–75: Stan Iveson |

## Altres membres notables
- Charles Ammon
- Clement Attlee
- Edward Aveling
- George Nicoll Barnes
- George Lansbury
- Mary Barbour
- Harry Barnes
- John Beckett
- Margaret Bondfield
- George Buchanan
- Joseph Burgess
- John Burns
- Charles Roden Buxton
- James Carmichael
- Kay Carmichael
- Edward Carpenter
- Raymond "Ray" Challinor
- Tom Chambers
- Henry Hyde Champion
- John S. Clarke
- J. R. Clynes
- Seymour Cocks
- A. E. Coppard
- Helen Crawfurd
- Rose Davies
- Charlotte Despard
- R. Palme Dutt
- Isabella Ford
- Peter Fraser
- Katharine Glasier
- Frederick Gould
- Victor Grayson
- Jim Griffiths
- Mary Agnes Hamilton
- J. A. Hobson
- Ernest E. Hunter
- C.L.R. James
- David Kirkwood
- Jim Larkin
- Mary Burns Laird
- Jennie Lee
- France Littlewood
- Margaret Llewelyn Davies
- Mary Macarthur
- Andrew MacLaren
- Neil Maclean
- Cecil L'Estrange Malone
- John Maclean
- James Shaw Maxwell
- Hannah Mitchell
- Amy Morant
- E. D. Morel
- Oswald Mosley
- Edwin Muir
- John William Muir
- Alfred Orage
- George Orwell
- Walter Padley
- Minnie Pallister
- Christabel Pankhurst
- Emmeline Pankhurst
- Sylvia Pankhurst
- Emmeline Pethick-Lawrence
- Joseph Pointer
- Shapurji Saklatvala
- Ada Salter
- Alfred Salter
- Olive Schreiner
- Harry Snell
- Ethel Snowden
- Campbell Stephen
- R. H. Tawney
- John Wilkinson Taylor
- Josiah Wedgwood
- John Wheatley
- Ellen Wilkinson
- Thomas Frederick Worrall

## Conferències de l'ILP
Font: Registre On-line dels arxius de l'ILP al British Library of Political and Economic Science, https://archive.today/20120716063644/http://library-2.lse.ac.uk/archives/handlists/ILP/ILP.html| Any   | Nom                             | Localitat           | Dates           | Delegats |
| ----- | ------------------------------- | ------------------- | --------------- | -------- |
| 1893  | Conferència fundacional         | Bradford            | 14–16 Gener     | 120      |
| 1894  | 2ª Conferència Anual            | Manchester          | 2–3 Febrer      |          |
| 1895  | 3ª Conferència Anual            | Newcastle upon Tyne | 15–17 Abril     |          |
| 1896  | 4ª Conferència Anual            | Nottingham          | 6–7 Abril       |          |
| 1897  | 5ª Conferència Anual            | London              | 19–20 Abril     |          |
| 1898  | 6ª Conferència Anual            | Birmingham          | 11–12 Abril     |          |
| 1899  | 7ª Conferència Anual            | Leeds               | 3–4 Abril       |          |
| 1900  | 8ª Conferència Anual            | Glasgow             | 16–17 Abril     |          |
| 1901  | 9ª Conferència Anual            | Leicester           | 8–9 Abril       |          |
| 1902  | 10ª Conferència Anual           | Liverpool           | 31 Març-1 Abril |          |
| 1903  | 11ª Conferència Anual           | York                | 13–14 Abril     |          |
| 1904  | 12ªConferència Anual            | Cardiff             | 4–5 Abril       |          |
| 1905  | 13ª Conferència Anual           | Manchester          | 24–25 Abril     |          |
| 1906  | 14ª Conferència Anual           | Stockton On-Tees    | Abril           |          |
| 1907  | 15ª Conferència Anual           | Derby               | Abril           |          |
| 1908  | 16ª Conferència Anual           | Huddersfield        | 20–21 Abril     |          |
| 1909  | 17ª Conferència Anual           | Edinburgh           | 10–13 Abril     |          |
| 1910  | 18ª Conferència Anual           | London              | Març            |          |
| 1911  | 19ª Conferència Anual           | Birmingham          | 17–18 Abril     |          |
| 1912  | 20ª Conferència Anual           | Merthyr Tydfil      | 8–9 Abril       |          |
| 1913  | 21ª Conferència Anual           | Manchester          | Març            |          |
| 1914  | 22ª Conferència Anual           | Bradford            |                 |          |
| 1915  | 23ª Conferència Anual           | Norwich             | 5–6 Abril       |          |
| 1916  | 24ª Conferència Anual           | Newcastle upon Tyne | 23–24 Abril     |          |
| 1917  | 25ª Conferència Anual           | Leeds               | 8–10 Abril      |          |
| 1918  | 26ª Conferència Anual           | Leicester           | 1–2 Abril       |          |
| 1919  | 27ª Conferència Anual           | Huddersfield        | 19–22 Abril     |          |
| 1920  | 28ª Conferència Anual           | Glasgow             | 3–6 Abril       |          |
| 1921  | 29ª Conferència Anual           | Southport           | 26–29 Març      |          |
| 1922  | 30ª Conferència Anual           | Nottingham          | 16–18 Abril     |          |
| 1923  | 31ª Conferència Anual           | London              | Abril           |          |
| 1924  | 32ª Conferència Anual           | York                | Abril           |          |
| 1925  | 33ª Conferència Anual           | Gloucester          | 10–14 Abril     |          |
| 1926  | 34ª Conferència Anual           | Whitley Bay         | 2–6 Abril       |          |
| 1927  | 35ª Conferència Anual           | Leicester           | 15–19 Abril     |          |
| 1928  | 36! Conferència Anual           | Norwich             | 6–10 Abril      |          |
| 1929  | 37ª Conferència Anual           | Carlisle            | 30 Març-2 Abril |          |
| 1930  | 38ª Conferència Anual           | Birmingham          | 19–22 Abril     |          |
| 1931  | 39ª Conferència Anual           | Scarborough         | 4–7 Abril       |          |
| 1932  | 40ª Conferència Anual           | Blackpool           | 26–29 Març      |          |
| 1933  | 41ª Conferència Anual           | Derby               | 15–18 Abril     |          |
| 1934  | 42ª Conferència Anual           | York                | 31 Març-3 Abril |          |
| 1935  | 43ª Conferència Anual           | Derby               | 20–23 Abril     |          |
| 1936  | 44ª Conferència Anual           | Keighly             | 11–14 Abril     |          |
| 1937  | 45ª Conferència Anual           | Glasgow             | 27–30 Març      |          |
| 1938  | 46ª Conferència Anual           | Manchester          | 16–19 Abril     |          |
| 1939  | 47ª Conferència Anual           | Scarborough         | 8–10 Abril      |          |
| 1940  | 48ª Conferència Anual           | Nottingham          | 23–25 Març      |          |
| 1941  | 49ª Conferència Anual           | Nelson, Lancashire  | 12–14 Abril     |          |
| 1942  | 50ª Conferència Anual           | Morecambe           | 4–6 Abril       |          |
| 1943  | Jubileu de la Conferència Anual | Bradford            | 24–26 Abril     |          |
| 1944  | 52ª Conferència Anual           | Leeds               | 8–10 Abril      |          |
| 1945  | 53ª Conferència Anual           | Blackpool           | 31 Març-2 Abril |          |
| 1946  | 54ª Conferència Anual           | Southport           | 20–22 Abril     |          |
| 1947  | 55ª Conferència Anual           | Ayr                 | 5–7 Abril       |          |
| 1948  | 56ª Conferència Anual           | Southport           | 27–29 Març      |          |
| 1949  | 57ª Conferència Anual           | Blackpool           | 16–18 Abril     |          |
| 1950  | 58ª Conferència Anual           | Whitley Bay         | 8–10 April      |          |
| 1951  | 59ª Conferència Anual           | Blackpool           | 24–26 Març      |          |
| 1952  | 60ª Conferència Anual           | New Brighton        | 12–14 April     |          |
| 1953  | 61ª Conferència Anual           | Glasgow             | 17–19 Abril     |          |
| 1954  | 62ª Conferència Anual           | Bradford            | Abril           |          |
| 1955  | 63ª Conferència Anual           | Harrogate           | 9–11 Abril      |          |
| 1956  | 64ª Conferència Anual           | London              | 31 Març-2 bpril |          |
| 1957  | 65ª Conferència Anual           | Whitley Bay         | 20–22 Abril     |          |
| 1958  | 66ª Conferència Anual           | Harrogate           | 5–7 Abril       |          |
| 1959  | 67ª Conferència Anual           | Morecambe =         | 28–30 Març      |          |
| 1960  | 68ª Conferència Anual           | Wallasey            | 16–18 Abril     |          |
| 1961  | 69ª Conferència Anual           | Scarborough         | 1–3 abril       |          |
| 1962  | 70ª Conferència Anual           | Blackpool           | 21–23 Abril     |          |
| 1963  | 71ª Conferència Anual           | Bradford            | 13–15 Abril     |          |
| 1964  | 72ª Conferència Anual           | Southport           | 28–30 March     |          |
| 1965  | 73ª Conferència Anual           | Blackpool           | 17–19 Abril     |          |
| 1966  | 74ª Conferència Anual           | Blackpool           | 9–11 Abril      |          |
| 1967  | 75ª Conferència Anual           | Blackpool           | 25–27 Març      |          |
| 1968  | 76ª Conferència Anual           | Morecambe           | 13–15 Abril     |          |
| 1969  | 77ª Conferència Anual           | Morecambe           | 5–7 Abril       |          |
| 1970  | 78ª Conferència Anual           | Morecambe           | 28–30 Març      |          |
| 1971  | 79ª Conferència Anual           | Morecambe           | 10–12 Abril     |          |
| 1972  | 80ª Conferència Anual           |                     |                 |          |
| 1973A | 81ª Conferència Anual           | Scarborough         |                 |          |
| 1974  | 82ª Conferència Anual           | Leeds               |                 |          |